# Каратаева, Надежда Юрьевна
Наде́жда Юрьевна Каратаева (29 января 1924, Москва — 10 октября 2019, там же) — советская и российская актриса театра и кино, заслуженная артистка РСФСР (1981). Участница Великой Отечественной войны.

## Биография
Надежда Каратаева родилась 25 января 1924 года в Москве. Её родители никакого отношения к искусству не имели: папа был военным, мама работала лаборанткой в закрытом НИИ. Надежда с детства обожала театр, играла героинь в школьном драмкружке.
В июне 1941 года, сразу после окончания средней школы, поступила на актёрский факультет ГИТИСа. Однако начавшаяся Великая Отечественная война изменила её планы. Отец ушёл на фронт, а Надежда, немного проучившись в институте, отправились с матерью в эвакуацию в Новосибирск. Там она прошла курсы сандружинниц, а затем пошла в военкомат и попросилась добровольцем на фронт. Работала в военном госпитале, а потом сандружинницей в санитарном поезде № 74 Чита—Москва—Чита, забиравшем раненых в Москве и увозившем их в тыл. Делала раненым бойцам уколы, перевязки, разносила им еду, мыла посуду. Ходила по вагонам и читала им боевые листки и стихи.
В 1943 году ГИТИС возобновил занятия. Надежда вернулась на учёбу в институт, где познакомилась с Анатолием Папановым, который пришёл туда прямо с передовой (был комиссован по состоянию здоровья после ранения). Ему предложили учиться сразу на втором курсе, на одном курсе с Надеждой, так как там не было мужчин и девушкам не с кем было играть этюды. 20 мая 1945 года Надежда и Анатолий поженились.
В 1946 году Надежда Каратаева окончила ГИТИС (актёрский курс М. Н. Овчининской и В. А. Орлова).
После окончания института работала вместе с мужем в Русском драматическом театре в Клайпеде Литовской ССР.
В 1948 году по приглашению театрального режиссёра Андрея Гончарова муж Надежды вернулся в Москву, а она приехала к нему позже.
С 1950 года по 2014 год Надежда Каратаева была актрисой Московского академического театра сатиры.
Скончалась в Москве 10 октября 2019 года на 96-м году жизни в реанимации одной из больниц. Похоронена рядом с мужем, Анатолием Папановым, в Москве на Новодевичьем кладбище (участок №10).

## Семья
Муж — Анатолий Папанов (1922—1987), актёр Московского академического театра сатиры (с 1948 года и до самой смерти), народный артист СССР (1973). Состояли в браке с 1945 года.
- Дочь — Елена Анатольевна Папанова (род. 1954), окончила ГИТИС (курс Владимира Андреева), актриса Театра им. М. Ермоловой. Зять - Юрий Титов, окончил ГИТИС, оставил актёрскую профессию, работал в райкоме ВЛКСМ, в настоящее время[когда?] работает референтом в правительстве РФ[7].
  - Внучка — Мария Юрьевна (род. 1979), окончила институт стран Азии и Африки, владеет корейским языком, проживает в России и Израиле. Муж — Александр, гражданин Израиля, бизнесмен, работает в сфере торговли[7].
    - Правнук — Игаль

  - Внучка — Надежда Юрьевна (род. 1981), окончила экономический факультет Московского университета печати, работает экономистом[7].
    - Правнучка — Анастасия
    - Правнук — Дмитрий

## Творчество

### Работы в театре

#### Московский театр сатиры
Надежда Каратаева служила в театре с 1950 года по 2014 год, сыграла на его сцене во множестве спектаклей:
- «Не ваше дело»
- «Квадратура круга»
- «Подруги»
- «Безумный день, или Женитьба Фигаро»
- «Старая дева»
- «Смейтесь, паяцы»
- «У времени в плену»
- «Родненькие мои»
- «Ревизор»
- «Гнездо глухаря»
- «Маленькие комедии большого дома»

и другие.

### Фильмография
1. 1966 — Лабиринт (фильм-спектакль) — жена судьи
2. 1971 — Офицер флота (фильм-спектакль) — сторожиха
3. 1974 — Совесть (1-я серия) — медсестра
4. 1974 — Маленькие комедии большого дома (фильм-спектакль, сюжет № 1 «Смотровой ордер») — Серафима Ивановна Ива́нова
5. 1977 — Личное счастье (серия № 4) — участковый врач
6. 1978 — Таблетку под язык (фильм-спектакль) — Оксана Сметанкина
7. 1978 — У времени в плену (фильм-спектакль) — мать скитальца
8. 1982 — Ревизор (фильм-спектакль) — унтер-офицерская вдова
9. 1987 — Гнездо глухаря (фильм-спектакль) — Наталья Гавриловна, жена Судакова
10. 2003 — Подари мне жизнь — бабушка Ольги
11. 2004 — Лола и маркиз. Виртуозы лёгкой наживы — бабушка
12. 2004 — Под небом Вероны — жена академика
13. 2005 — Время собирать камни — хозяйка
14. 2005 — Неотложка-2 (серия № 6 «Мумия») — бабушка
15. 2006 — Восемь любящих женщин (фильм-спектакль) — Шанель
16. 2006 — А вы ему кто? — баба Таня
17. 2006 — Врачебная тайна — Некрасова
18. 2006—2007 — Любовь как любовь — Кузминична
19. 2008 — Родные люди (Украина) — бабушка Рая
20. 2009—2010 — Спальный район — Марья Павловна, директор школы
21. 2011 — Сделано в СССР — баба Катя, соседка Михаила
22. 2012 — Инспектор Купер (фильм № 7 «Смерть звезды») — Семёновна